# Parafia Zaśnięcia Matki Bożej w Jewiach
Parafia Zaśnięcia Matki Bożej – prawosławna parafia w Jewiach, w dekanacie wileńskim okręgowym eparchii wileńskiej i litewskiej, istniejąca od 1810. Początkowo jej cerkwią parafialną była świątynia zlikwidowanego cztery lata wcześniej monasteru Zaśnięcia Matki Bożej. Po jej zniszczeniu przez wycofujące się wojska napoleońskie parafianie przez 30 lat modlili się jedynie w prywatnych pomieszczeniach. Nową cerkiew wyświęcił w 1843 zwierzchnik monasteru Świętego Ducha w Wilnie Platon (Gorodiecki).
W 1875 liczbę parafian szacowano na 667 osób, do I wojny światowej pozostawała ona na podobnym poziomie. W czasach przynależności miejscowości do Imperium Rosyjskiego parafia posiadała znaczny majątek ziemski, odziedziczony po zlikwidowanym monasterze. Został on w dużej mierze uszczuplony po tym, gdy Jewie znalazły się na terenie niepodległej Litwy; przy parafii pozostało 48 hektarów ziemi oraz jedno z sześciu posiadanych jezior. W 1937 liczyła 805 wiernych, po II wojnie światowej – ok. 300 osób. Obecnie większość parafian to mieszkańcy miasta Elektreny. W 2002 miał miejsce generalny remont parafialnej cerkwi.

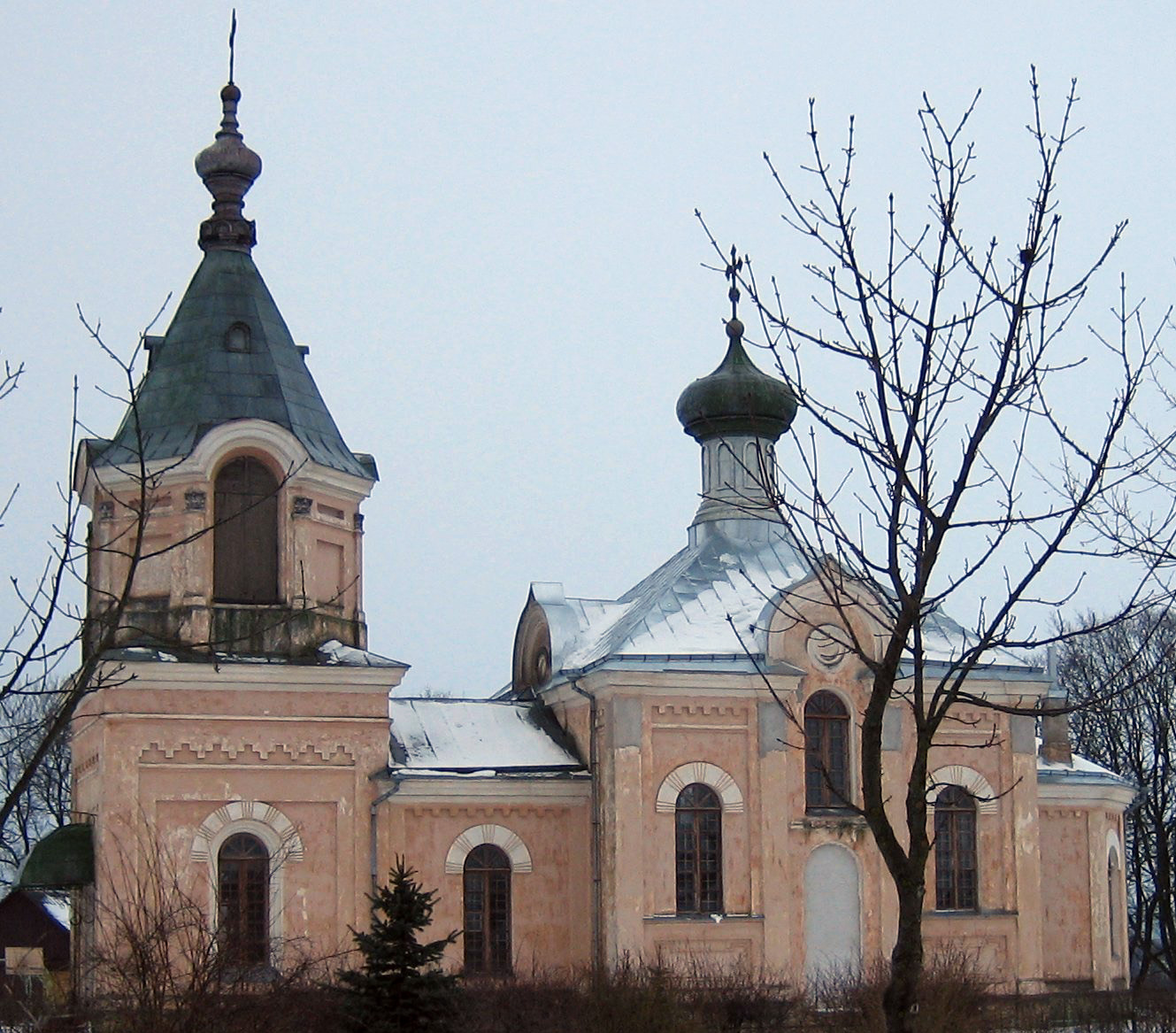
Cerkiew św. Mikołaja w Siemieliszkach
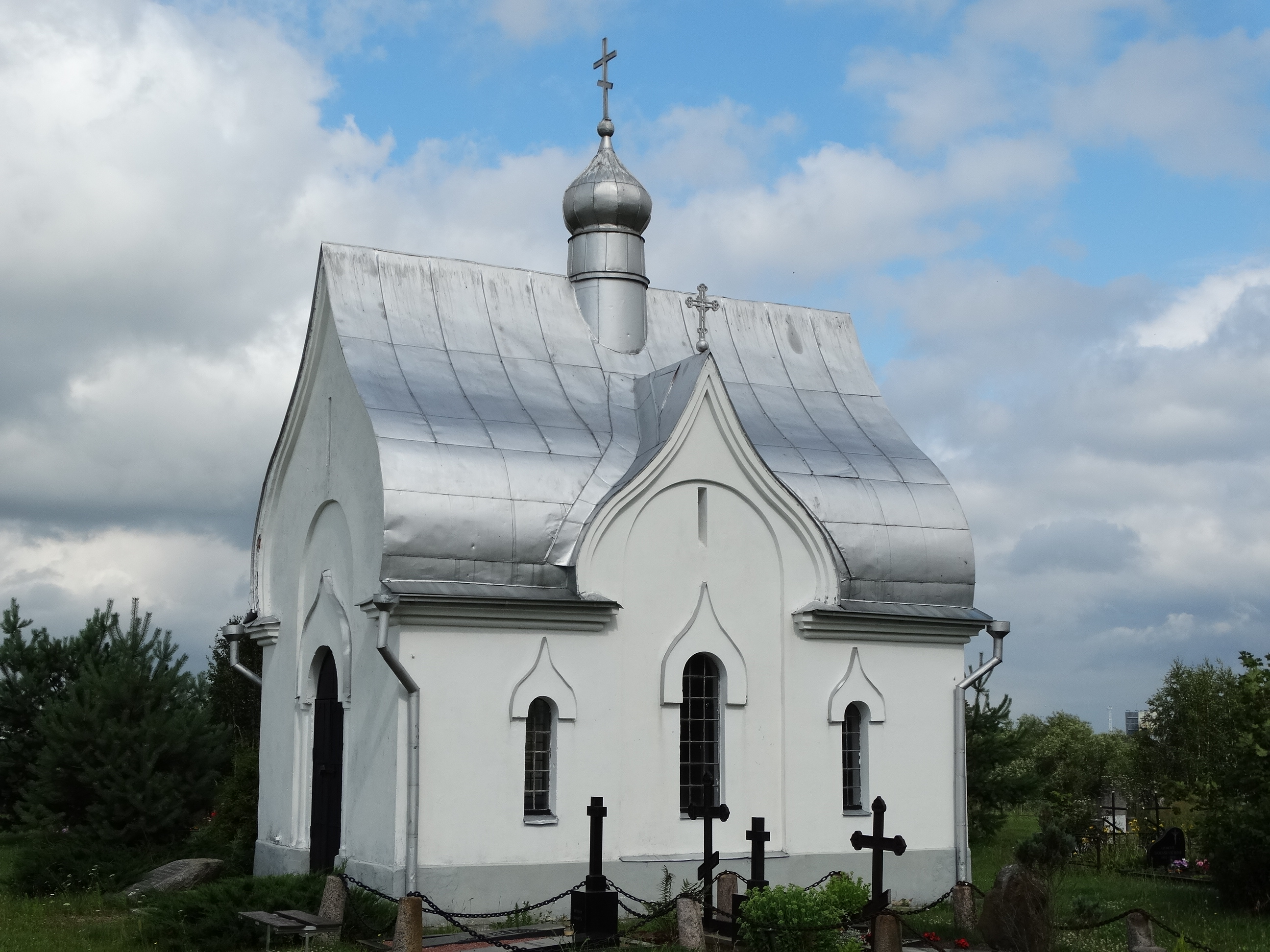
Kaplica Wszystkich Świętych w Jewiach